# Harnais (musique)
 (février 2023).
Si vous disposez d'ouvrages ou d'articles de référence ou si vous connaissez des sites web de qualité traitant du thème abordé ici, merci de compléter l'article en donnant les références utiles à sa vérifiabilité et en les liant à la section « Notes et références ».
Pour les articles homonymes, voir harnais (homonymie).
Un harnais est un accessoire utilisé pour les instruments à vent de la famille des bois présentant un poids important (> 2 kg) comme le basson et les saxophones. Le harnais permet de réduire la charge sur les muscles du cou au moyen de sangles larges et en la répartissant sur les épaules du musicien. Il représente une alternative au cordon posé autour du cou. 
Pour le basson, le crochet d'attache est positionné latéralement alors que pour les saxophones, celui-ci se trouve généralement dans l'axe du harnais.
Le réglage d'un harnais doit être effectué avec soin et attention pour adapter une posture de jeu limitant les troubles musculosquelettiques. Il ne doit pas entraver  la ventilation du musicien, en particulier au niveau du diaphragme, sous peine de perturber la colonne d'air.

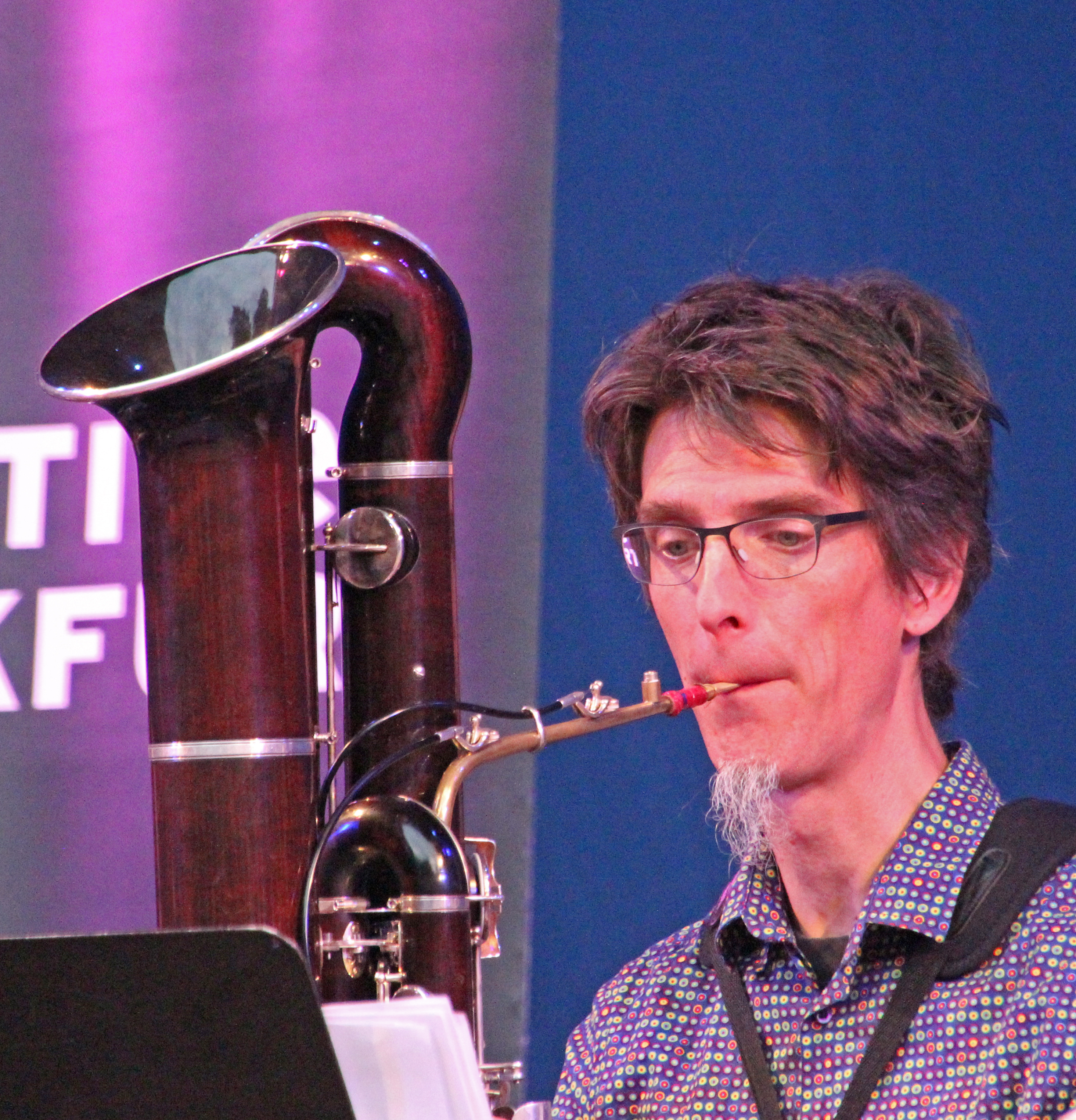
Musicien, équipé d'un harnais, jouant du contrebasson.

Il existe de très nombreux modèles de harnais proposés par les fabricants d'accessoires d'instruments de musique.
En position assise, le bassoniste peut également utiliser une courroie de siège qui évite tout transfert de charge sur ses épaules et son dos ou un dispositif de palette reposant sur sa cuisse.